# Taurus (editorial)
Taurus es un sello editorial de Penguin Random House Grupo Editorial, que publica libros de ensayo: historia, pensamiento, biografías.

## Historia
La editorial fue fundada en 1954 por Francisco Pérez González, Rafael Gutiérrez Girardot y Miguel Sánchez López.
Su primer director fue Francisco Pérez González. De entre sus aportaciones principales destacan la creación de las colecciones “Ensayistas de hoy”, “Ser y Tiempo” y “Sillar”. En 1960 la dirección pasó a manos de Francisco García Pavón, al que en 1969 sucedió Jesús Aguirre, quien ya había colaborado con la editorial como traductor y asesor editorial religioso. En 1977, José María Guelbenzu reemplazó a Aguirre como director de Taurus,  tras la dimisión de este último para aceptar el puesto de director general de Música. En 1988, Guelbenzu salió del cargo y fue reemplazado por José Antonio Millán, quien fue relevado a su salida en 1992 por Juan Cruz, hasta que en 1999 María Cifuentes, se convirtió en directora.
Actualmente, la editorial es parte del sello editorial de Penguin Random House Grupo Editorial con Núria Cabutí de CEO del Grupo Editorial y Pilar Reyes como directora editorial de Taurus (también de Alfaguara, Debate, Lumen y Publicaciones Académicas).

## Catálogo
Entre los autores de su catálogo destacan clásicos como Max Weber, José Ortega y Gasset, E. M. Cioran, Theodor W. Adorno, Hannah Arendt, Jürgen Habermas, Walter Benjamin, Pierre Bourdieu, Isaiah Berlin o Norberto Bobbio, así como representantes de la nueva ensayística como Michel Onfray, Joseph Stiglitz, Giovanni Sartori, Tzvetan Todorov, Emilio Lledó, Santos Juliá, Juan Pablo Fusi, Michael Burleigh, Tony Judt, Jon Juaristi, Amartya Sen, Jacques Barzun, Anthony Giddens, Álex Grijelmo, Raymond Carr, Niall Ferguson, Daniel Jonah Goldhagen, Javier Tusell, Alfredo Jocelyn-Holt, entre otros.
En los últimos veinte años ha publicado influyentes títulos para la historiografía en español, como Mater Dolorosa. La idea de España en el siglo XIX que recibió el Premio Nacional de Ensayo de José Álvarez Junco; Isabel II. Una biografía que recibió el Premio Nacional de Historia de Isabel Burdiel; y varias colecciones de historia de España. Es, así mismo, el editor en español de varios de los libros de John H. Elliott. Caballero Rodríguez, B. ‘Semblanza de Jesús Aguirre’, in Editores y Editoriales Iberoamericanos (siglos XIX-XXI) - EDI-RED, Alicante: Biblioteca Virtual Miguel de Cervantes, (2018). Caballero Rodríguez, B. Against Instrumental Reason: Neo-Marxism and Spirituality in the Thought of J.L.L. Aranguren and J. Aguirre, Anagnórisis, 2013, 539 pp. ISBN: 978-84-15507-18-5. Caballero Rodríguez, B. ‘Semblanza de la Editorial Taurus’, in Editores y Editoriales Iberoamericanos (siglos XIX-XXI) - EDI-RED, Alicante: Biblioteca Virtual Miguel de Cervantes, (2018).